# Uni Arge
Uni Jógvansson Arge (ur. 21 stycznia 1971 w Thorshavn, na wyspie Streymoy) – farerski dziennikarz, muzyk i piłkarz, grający w czasie kariery na pozycji napastnika.

## Kariera klubowa
Uni Arge rozpoczynał swą piłkarską karierę w klubie HB Tórshavn, pochodzącym ze stolicy archipelagu, gdzie też urodził się ów zawodnik. Początkowo rozgrywał tam spotkania w sekcji juniorów, skąd podczas rozgrywek w 1988 przeszedł do pierwszego składu w wieku siedemnastu lat. Jego klub zdołał wówczas zdobyć mistrzostwo Wysp Owczych oraz puchar tego kraju, w czym niewątpliwie swą zasługę miał Uni Arge, który zdobył trzy bramki w ośmiu rozegranych przez siebie spotkaniach.
Jego występ w tamtym sezonie musiał zostać zaliczony do udanych, gdyż już podczas mistrzostw w 1989 był już głównym zawodnikiem, rozgrywając coraz więcej meczów w coraz większej liczbie spotkań. Choć jego drużyna nie wywalczyła wtedy sobie mistrzostwa archipelagu, zdobyła po raz kolejny Puchar Wysp Owczych. Podczas kolejnego sezonu nadeszły kolejne sukcesy – osiem zdobytych przez Arge bramek pomogło jego zespołowi osiągnąć pierwsze miejsce w tabeli. Po małym przestoju kolejne sukcesy zaczęły się 2 lata później. W 1992 roku Arge z 11 golami był najskuteczniejszym graczem zespołu, a ze stołecznym zespołem wywalczył swój trzeci w karierze wyspiarski puchar. Niewątpliwym sukcesem indywidualnym Uniego było zdobycie tytułu króla strzelców podczas rozgrywek w 1993, kiedy zdobył 11 bramek.
Do roku 1997 Arge rozgrywał mecze w drużynie HB Tórshavn. Swój pierwszy, najdłuższy epizod z tą drużyną zakończył z 137 występami, w których zdobył 96 bramek. Jego drużyna wywalczyła w okresie jego gry cztery Puchary Wysp Owczych (1988, 1989, 1992 i 1995), dwa tytuły mistrzowskie w lidze (1988 i 1990) oraz pięć wicemistrzowskich (1989, 1993, 1994, 1995 i 1997). Uni Arge raz zdobył tytuł króla strzelców, w 1993.
Sukcesy tego zawodnika w lidze farerskiej spowodowały, że zaczęły się nim interesować zagraniczne kluby. Jednym z nich był islandzki Leiftur Olafsfjördur, który grał wtedy w Úrvalsdeild (dziś Landsbankadelid), czyli pierwszej lidze Islandii. Klub ten zajął wtedy piąte miejsce w tabeli i dostał awans do rozgrywek Pucharu Intertoto UEFA, ale Arge w nich nie uczestniczył, gdyż odszedł z klubu na końcu sezonu. Rozegrał tam 28 spotkań, strzelając 13 bramek. Jednym z ostatnich spotkań tego zawodnika był finał Pucharu Islandii, gdzie jego zespół uległ 2-0 drużynie Vestmannaeyja.
Tylko chwilę w 1999 grał dla swego rodzimego HB Tórshavn, zdobywając aż sześć goli w dwóch meczach. Latem przeniósł się bowiem do Aarhus Fremad, grającego w Viasat Sport Division, czyli drugiej lidze Danii. Okres ten nie przysporzył dodatkowych sukcesów, a jego zespół ledwo utrzymał się w lidze, znajdując się na dwunastym miejscu, ostatnim, które nie jest degradowane do niższej ligi.
W roku 2000 Arge zaczął ponownie grać w pierwszej lidze Islandii, gdzie jego klub Akraness zajął na koniec sezonu piąte miejsce w tabeli, udało mu się także zdobyć wtedy Puchar Islandii, wygrywając w finale 2-1 z ÍB Vestmannaeyja, można więc powiedzieć, że Arge zrewanżował się za przegraną w 1998. Choć napastnik ten nie zdobył wtedy żadnego wyróżnienia, rozegrał dwanaście spotkań i strzelił tylko jedną bramkę, to ten gol był jednym z najważniejszych w tamtym sezonie dla klubu z Akranes. Farerczyk zdobył go bowiem w dziewięćdziesiątej minucie półfinału Pucharu Islandii, rozgrywanym przeciwko Hafnarfjarðar. Do tamtego czasu rywale wygrywali 0-1, ale dzięki bramce Uniego Arge doszło do rzutów karnych, które ÍA Akranes wygrał 5-3.
Ostatecznie jednak na koniec swej kariery Uni Arge powrócił na pięć sezonów do swego pierwszego klubu HB Tórshavn. Wywalczył z nim trzy kolejne tytuły mistrzowskie (2002, 2003 i 2004) oraz jeden puchar (2004). W roku 2005 Uni Arge zakończył swą karierę piłkarską.

### Sukcesy
- Mistrzostwo Wysp Owczych: 1988, 1990, 2002, 2003, 2004
- Wicemistrzostwo Wysp Owczych: – 1989, 1993, 1994, 1995 i 1997.
- Król strzelców Formuladeildin: 1993
- Puchary Wysp Owczych: 1988, 1989, 1992, 1995, 2004
- Puchar Islandii: 2000

## Kariera reprezentacyjna
W reprezentacji Wysp Owczych Arge zadebiutował 5 sierpnia 1992 roku, podczas zakończonego remisem 1:1, towarzyskiego spotkania z reprezentacją Izraela – miał wówczas 21 lat. W reprezentacji na ogół grał w podstawowym składzie, ale mimo to przez 10 lat rozegrał tylko 37 meczów. Z 8 golami plasuje się na trzecim miejscu wśród strzelców w historii reprezentacji Wysp Owczych, za Todim Jónssonem, który strzelił ich 9 oraz Rógvim Jacobsenem, który ma ich na koncie 10. Swojego ostatniego gola Arge zdobył 13 lutego 2002 w wygranym 1:0 sparingu z Liechtensteinem. W tym samym roku zagrał także swój ostatni mecz w kadrze.

## Kariera muzyczna i życie prywatne
Uni Arge zaczął grać na gitarze w wieku jedenastu lat. Od tamtej pory jego marzeniem było wydać album muzyczny. Dzięki licznym znajomościom w farerskiej branży muzycznej jego marzenie spełniło się. 29 października 2007 roku wydał on swój pierwszy album muzyczny zatytułowany Mitt í Sjónum, co z farerska oznacza Na Środku Oceanu. Autor, na swym profilu Myspace tłumaczy, że ten tytuł, jak i cały album, jest odniesieniem do jego własnych przeżyć. Starał się on opisać w swych utworach otaczającą go rzeczywistość – „miłość, niepewność, determinację, deszczowe dni, skrzyżowania na ścieżce życia, wyspiarzach o ograniczonych horyzontach i wszystkiemu innemu, co przyjdzie mu do głowy”. Uni Arge podaje także liczne źródła swej inspiracji. Spośród zagranicznych zespołów wymienia The Beatles, The Rolling Stones, Pink Floyd, Queen, Electric Light Orchestra i wiele innych, a z farerskich między innymi: Eivør Pálsdóttir, Teitur, czy Budam.
Przy tworzeniu pierwszego albumu udział wzięło jeszcze kilku muzyków, których Arge wymienia na swej stronie w MySpace. Byli to: Niclas Johannesen, Jákup Zachariassen, Jóhannus á Rógvu Joensen, James Olsen, Finnur Hansen oraz Ólavur Olsen.

### Życie prywatne i wykształcenie
Uni jest synem Jógvana Arge, znanego na Wyspach Owczych reportera radiowego, pisarza i polityka. Jego dziadek, Niels Juel Arge był dyrektorem farerskich farerskiej rozgłośni radiowej, a wuj Magni Arge zarządza liniami lotniczymi Atlantic Airways od 1995. Uni Arge Ukończył studia na kierunku dziennikarstwo. Pracował dla kilku gazet, a obecnie jest prowadzącym programu sportowego w telewizji farerskiej Kringvarp Føroya. W roku 2004 Uni Arge wydał swoją pierwszą książkę, zatytułowaną „Komin er nú onnur øld”.